# Kevin Ceccon

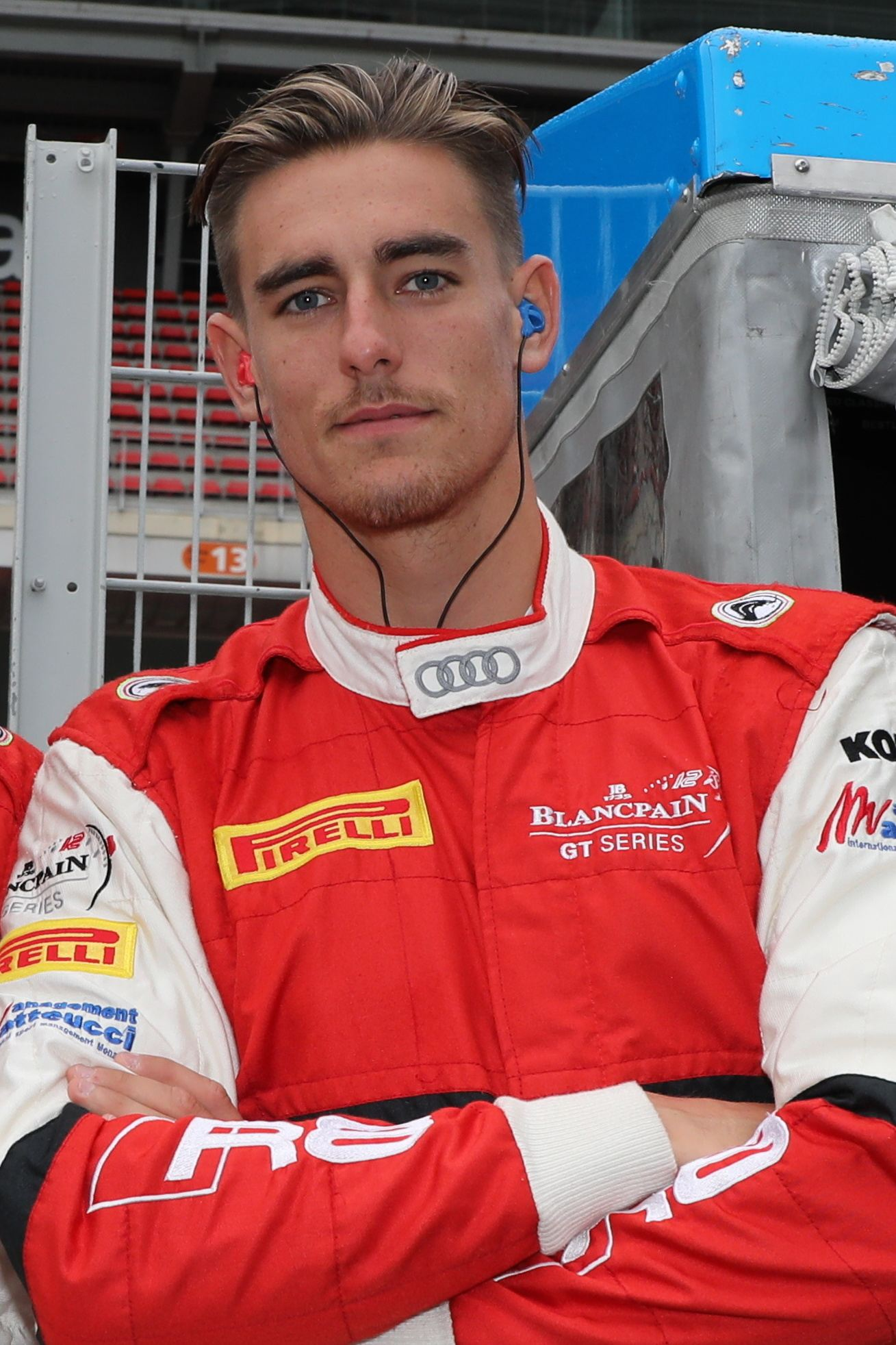
Kevin Ceccon, 2017

Kevin Ceccon (* 24. September 1993 in Clusone) ist ein italienischer Automobilrennfahrer. 2011 gewann er den Meistertitel der Auto GP. Er startete 2012, 2014 und 2015 in der GP3-Serie.

## Karriere
Ceccon begann seine Motorsportkarriere 2001 im Kartsport, in dem er bis 2009 aktiv war. Unter anderem gewann er 2008 das italienische KF3-Open-Masters. 2009 wechselte Ceccon zudem in den Formelsport und trat für RP Motorsport zu jedem Rennen der European F3 Open an. Mit zwei vierten Plätzen als beste Resultate beendete er seine Debütsaison auf dem zwölften Gesamtrang, während sein Teamkollege Stefano Bizzarri die Saison auf dem dritten Platz abschloss. Außerdem nahm Ceccon an sechs Rennen der italienischen Formel-3-Meisterschaft teil und wurde 14. in der Fahrerwertung. 2010 blieb Ceccon bei RP Motorsport in der European F3 Open. Nach mehreren Podest-Platzierungen erzielte er beim zweitletzten Saisonrennen auf dem Circuit de Catalunya seinen ersten Sieg. In der Fahrermeisterschaft wurde er erneut von Fumanelli, der 112 Punkten Dritter geworden war, geschlagen und belegte mit 92 Punkten den vierten Rang. Außerdem nahm er an einem Rennwochenende der italienischen Formel-3-Meisterschaft teil und wurde 28. in der Meisterschaft.
Nachdem Ceccon im November 2010 für verschiedene Teams an GP2-Testfahrten teilgenommen hatte, wechselte er 2011 in die Auto GP zu Ombra Racing. Auf dem Hungaroring erzielte er seinen ersten Sieg. Dabei profitierte er von einem Fehler der Rennleitung, die das Safety Car fälschlicherweise vor dem zweiten Piloten auf die Strecke schickten. Ceccon hatte deshalb die Gelegenheit, als Führender auf das Feld aufzuschließen und das Rennen ungefährdet zu gewinnen. Mit insgesamt fünf Podest-Platzierungen entschied Ceccon die Meisterschaft für sich. Dabei setzte er sich mit 130 zu 127 Punkten gegen Luca Filippi, der an einem Rennwochenende nicht teilnahm, durch. Außerdem wurde Ceccon Sieger der U21-Wertung der Auto GP. Darüber hinaus nahm Ceccon 2011 für Coloni als Vertretung für den verletzten Davide Rigon an vier GP2-Rennwochenenden teil. Er wurde dadurch mit einem Alter von 17 Jahren und 243 Tagen zum bis dahin jüngsten GP2-Piloten. Er belegte den 30. Platz in der Fahrerwertung. Am Ende der Saison nahm er für Coloni außerdem am GP2 Final 2011, bei dem er Siebter wurde, teil. Darüber hinaus debütierte er bei Testfahrten für Toro Rosso im Formel-1-Fahrzeug.
2012 trat Ceccon für Ocean Racing Technology in der GP3-Serie an. Ceccon erzielte mit einem dritten Platz eine Podest-Platzierung und war der einzige Pilot seines Rennstalls, der Punkte einfuhr. Am Saisonende lag er auf dem neunten Platz der Fahrerwertung. 2013 erhielt Ceccon ein GP2-Cockpit bei Trident Racing. In Monte Carlo erzielte er mit einem zweiten Platz im Hauptrennen seine erste Podest-Platzierung in der GP2-Serie. Nach der sechsten Veranstaltung verlor er sein Cockpit an Ricardo Teixeira, obwohl er zu diesem Zeitpunkt der einzige Fahrer seines Teams war, der Punkte erzielt hatte. Ceccons Vertrag wurde jeweils nur für ein Rennwochenende geschlossen, da er über keine persönlichen Sponsoren verfügte. Ceccon wurde 17. in der Fahrerwertung und hatte mehr Punkte erzielt, als sein Teamkollege und seine Nachfolger im Saisonverlauf zusammen. Darüber hinaus absolvierte Ceccon 2013 für Ombra im GT-Sport zwei Gaststarts in der International GT Open.
2014 war Ceccon zunächst ohne Cockpit. Im August erhielt er bei Jenzer Motorsport einen Vertrag für die letzten vier Veranstaltungen der GP3-Serie. Ein fünfter Platz war sein bestes Ergebnis und er beendete die Saison auf dem 15. Platz. Ceccon war der beste Fahrer, der nicht an jedem Rennwochenende teilgenommen hatte. 2015 blieb Ceccon in der GP3-Serie und wechselte zu Arden International. Er gewann die Sprintrennen in Silverstone und Mogyoród und verbesserte sich auf den siebten Gesamtrang.

## Statistik

### Karrierestationen
| - 2001–2009: Kartsport - 2009: European F3 Open (Platz 12) - 2009: Italienische Formel 3 (Platz 14) - 2010: European F3 Open (Platz 4) | - 2010: Italienische Formel 3 (Platz 28) - 2011: Auto GP (Meister) - 2011: GP2-Serie (Platz 30) - 2011: Formel 1 (Testfahrer) | - 2012: GP3-Serie (Platz 9) - 2013: GP2-Serie (Platz 17) - 2014: GP3-Serie (Platz 15) - 2015: GP3-Serie (Platz 7) |

### Einzelergebnisse in der GP2-Serie
| Jahr | Team            | 1   | 2   | 3   | 4   | 5   | 6   | 7   | 8   | 9   | 10  | 11  | 12  | 13  | 14  | 15  | 16  | 17  | 18  | 19  | 20  | 21  | 22  | Punkte | Rang |
| ---- | --------------- | --- | --- | --- | --- | --- | --- | --- | --- | --- | --- | --- | --- | --- | --- | --- | --- | --- | --- | --- | --- | --- | --- | ------ | ---- |
| 2011 | Scuderia Coloni | TUR | TUR | ESP | ESP | MON | MON | ESP | ESP | GBR | GBR | GER | GER | HUN | HUN | BEL | BEL | ITA | ITA |     |     |     |     | 0      | 30.  |
| 2011 | Scuderia Coloni |     |     | 19  | 15  | 11  | 12  | 18  | 20* | 19  | DNF |     |     |     |     |     |     |     |     |     |     |     |     | 0      | 30.  |
| 2013 | Trident Racing  | MAS | MAS | BRN | BRN | ESP | ESP | MON | MON | GBR | GBR | GER | GER | HUN | HUN | BEL | BEL | ITA | ITA | SIN | SIN | UAE | UAE | 28     | 17.  |
| 2013 | Trident Racing  | 17  | 22  | 11  | 10  | 7   | 7   | 2   | 7   | DNF | 12  | DNF | DNS |     |     |     |     |     |     |     |     |     |     | 28     | 17.  |

### Einzelergebnisse in der GP3-Serie
| Jahr | Team                    | 1   | 2   | 3   | 4   | 5   | 6   | 7   | 8   | 9   | 10  | 11  | 12  | 13  | 14  | 15  | 16  | 17  | 18  | Punkte | Rang |
| ---- | ----------------------- | --- | --- | --- | --- | --- | --- | --- | --- | --- | --- | --- | --- | --- | --- | --- | --- | --- | --- | ------ | ---- |
| 2012 | Ocean Racing Technology | ESP | ESP | MON | MON | ESP | ESP | GBR | GBR | GER | GER | HUN | HUN | BEL | BEL | ITA | ITA |     |     | 56     | 9.   |
| 2012 | Ocean Racing Technology | DNF | 10  | 3   | 6   | 7   | 4   | 8   | 7   | 17  | 15  | 4   | 8   | 12  | 20  | 13  | 9   |     |     | 56     | 9.   |
| 2014 | Jenzer Motorsport       | ESP | ESP | AUT | AUT | GBR | GBR | GER | GER | HUN | HUN | BEL | BEL | ITA | ITA | RUS | RUS | UAE | UAE | 20     | 15.  |
| 2014 | Jenzer Motorsport       |     |     |     |     |     |     |     |     |     |     | 11  | 11  | 12  | 6   | 5   | DNF | 9   | 6   | 20     | 15.  |
| 2015 | Arden International     | ESP | ESP | AUT | AUT | GBR | GBR | HUN | HUN | BEL | BEL | ITA | ITA | RUS | RUS | BRN | BRN | UAE | UAE | 77     | 7.   |
| 2015 | Arden International     | 7   | 6   | DNF | WD  | 7   | 1   | 7   | 1   | DNF | 13  | 3   | 4   | DNF | DNS | 14  | 18  | DNF | 10  | 77     | 7.   |